# Харитонова, Ольга Тихоновна
О́льга Ти́хоновна Харито́нова — советский хозяйственный, государственный и политический деятель.

## Биография
Родилась в 1900 году в деревне Новое Изамбаево Новошимкусской волости Тетюшского уезда Казанской губернии. 
В 1909—1913 годах училась в Ново-Изамбаевском начальном училище, в 1915 году закончила Мало-Яльчикское двухклассное училище. В 1916—1917 годы она окончила курсы машинописи в Казани и сдала экзамены экстерном за 4 класса гимназии. Училась в Тетюшской учительской семинарии (по другим данным — на трёхгодичных педагогических курсах, 1918—1921).
С 1921 года — на хозяйственной, общественной и политической работе. В 1921—1949 годах — заведующая Тетюшским детским садом, Новомуратской начальной школой Комсомольского района, учительница детдома им. III Интернационала, директор Полевосундырской начальной школы Комсомольского района, Тойсинской средней школы, заведующая женскими организациями Муратовской, Новошимкусской, Малояльчикской, Шемалаковской и Батыревской волостей, председатель исполкома Батыревского, Комсомольского районных Советов, управляющая Комсомольским отделением Госбанка.
В 1918 году вступила в комсомол, в 1924 году стала кандидатом в члены ВКП(б). Член КПСС.
Избиралась депутатом Верховного Совета СССР 1-го созыва. В составе делегации Чувашии присутствовала на XVII съезде Советов РСФСР.
Умерла в 1949 году от сердечного приступа (по другим данным — от воспаления лёгких). Похоронена в селе Комсомольское Чувашской Республики.

## Награды
- Орден Ленина (1939)
- Медаль «За доблестный труд в Великой Отечественной войне 1941—1945 гг.» (1946)[9]

## Семья
- Младший брат[10], Варфоломей, — нарком просвещения Чувашской АССР, директор Чувашского педагогического института.
- Супруг — Чистов Николай, уроженец Кильдюшева Яльчикского района. Сын — Герольд[11].